# Ramon Magsaysaypriset
Ramon Magsaysaypriset (engelska: Ramon Magsaysay Award), är ett årligt pris som sedan 1958 delas ut till minne av Filippinernas tidigare president, Ramon Magsaysay. Priset beskrivs ofta som Asiens nobelpris. Priset delas ut för insatser för de asiatiska folken. 

## Historik
Filippinernas president Ramon Magsaysay omkom 1957 i en flygolycka. Samma år tog Rockefeller Brothers Fund, i familjen Rockefeller, initiativ till ett pris till hans ära och en stiftelse bildades med en grundplåt från fonden. De första priserna delades ut den 31 maj 1958. Den indiske demokratiaktivisten Rajender Singh Negi har kritiserat prisets starka kopplingar till amerikanska intressen och Ramon Magsaysays militära intervention mot uppror i landet.
Fram till 2001 delades priset ut i fem kategorier: 
- Regeringens tjänst (government service)
- Det allmännas tjänst (public service)
- Ledarskap i samhället (community leadership)
- Journalistik, litteratur och kreativ kommunikativ konst (journalism, literature, and creative communication arts)
- Fred och internationellt samförstånd (peace and international understanding)

2000 infördes en sjätte kategori, framväxande ledarskap (emergent leadership), efter en donation från Ford Foundation. I kategorin belönas ledare under 40 år. Sedan 2009 har alla kategorier utom framväxande ledarskap tagits bort och övriga priser delas ut utan hänvisning till kategori.

## Prisutdelning
Priset delas ut årligen den 31 augusti, Ramon Magsaysays födelsedag, vid en ceremoni i Manila. Prisutdelare är normalt Filippinernas president. Pristagarna tilldelas en medalj, ett diplom och en penningsumma. På grund av covid-19-pandemin ställdes prisutdelningen in 2020 och 2021 års upplaga genomfördes digitalt. Två gånger tidigare har prisutdelningen ställts in: 1970 på grund av en finanskrasch och 1990 på grund av en allvarlig jordbävning som drabbade Filippinerna.

## Pristagare
Totalt har 340 priser delats ut fram till 2021. Pristagarna har oftast varit individer födda i Asien, men även organisationer och människor från andra delar världen som har gjort stora insatser i Asien prisas regelbundet. Nominering är inte öppen för allmänheten, men stiftelsen för priset samlar in nomineringar i en bred process.
Bland några mer kända pristagare återfinns Moder Teresa som fick priset för fred och internationellt samförstånd 1962, Tenzin Gyatso (den 14:e Dalai Lama) som fick priset för ledarskap i samhället 1959 och nobelpristagaren Muhammad Yunus som fick priset i samma kategori 1984.